# Thembi Mtshali-Jones
Thembi Mtshali-Jones, född 7 november 1949 i Sabhoza, en by nära Ulundi, Durban, Sydafrika är en sydafrikansk skådespelare. Thembi anses vara en av Sydafrikas mest berömda artister och är känd för rollerna i flera populära tv-serier inklusive Sgudi 'Snaysi, Stokvel, Silent Witness och Imbewu. Förutom skådespeleri är hon också en känd sångerska, dramatiker och Associate Teaching Artist vid Global Arts Corps i Kosovo samt tränare i Kambodja.

## Biografi

### Privatliv
Thembi Mtshali-Jones föddes den 7 november 1949 i byn Sabhoza. Hennes föräldrar skilde sig strax efter hennes födelse, och hon växte senare upp i KwaMashu Township där hon avslutade sin utbildning. Under skoltiden blev hon gravid och tvingades därför lämna skolan.
År 1998 fick hon permanent uppehållstillstånd för att studera vid Gallaudet University i Washington DC i USA och 2004 vid University of Louisville. Med bidraget till konstområdet utsågs hon till hedersmedborgare i Louisville av borgmästaren och fick ett tack av Kentuckys senat. Senare gav guvernören i Kentucky henne titeln Honorary Kentucky Colonel, högsta utmärkelsen i Kentucky.
Thembi Mtshali-Jones har en dotter, Phumzile, från sitt första äktenskap som slutade med en skilsmässa. Senare var hon gift med Emrys Jones, som hon träffade när han kom för att titta på hennes one woman-show A Woman in Waiting. De var tillsammans i åtta månader innan de gifte sig. Emrys Jones arbetade som affärsanalytiker för ett Londonbaserat oljebolag. De bodde tillsammans i 17 år, tills han dog 2016 efter en hjärtattack.

### Karriär
Thembi Mtshali-Jones skådespelartalang upptäcktes av Welcome Msomi där hon uppträdde i "Umabatha". Hon deltog sedan i musikalen Ipi Tombi och blev kvinnlig huvudaktör som 'Mama Tembu'. Hon gjorde flera internationella turnéer i bland annat West End och Broadway. Senare åkte hon till USA för att lyfta sin musikaliska karriär där hon träffade de populära musikerna Hugh Masekela och Miriam Makeba. De turnerade i Europa och Afrika i flera år. År 1987 återvände hon till Sydafrika och gick med i Market Theatre. På teatern fick hon möjligheten att arbeta med Janice Honeyman i Black And White Follies. Sedan 1970-talet har hon uppträtt på scen i flera pjäser. Tillsammans med Gcina Mhlophe och Maralin Vanrenen skrev hon och framförde scenspelet Have You Seen Zandile. Hon vann en Fringe First på Edinburgh Festival Fringe för sin roll i den pjäsen. Med den framgången skrev hon sedan pjäsen Eden and Other Places and Women of Africa med Barney Simon. Under tiden turnerade hon i Storbritannien och USA med Malcom Purkeys musikal Marabi. År 1998 fick hon förmånen att sjunga låten Happy Birthday för dåvarande presidenten Nelson Mandela på hans 80-årsdag i Washington DC. Låten sändes live på CNN.
Thembi Mtshali-Jones blev hon populär med 1986 års tv-kommission Sgudi 'Snaysi med rollen 'Thoko'. År 1988 gjorde hon sitt första bioframträdande som den kvinnliga huvudrollen i Mapantsula. Filmen prisades som bästa nya film vid filmfestivalen i Cannes det året. 1999 var hon med och skrev enkvinnaspelet A Woman in Waiting. Pjäsen var baserad på hennes  liv och den spelades på Joseph Paps Theatre i New York. Pjäsen vann senare Fringe First på Edinburgh Festival Fringe. År 2001 spelades pjäsen i New Ambassador Theatre i London och senare i Sydafrika, Tunisien, Kanada, USA och Bermuda.  År 1999 vann Thembi Mtshali-Jones pris som bästa kvinnliga skådespelerska vid Kartagofestivalen i Tunisien. Hon gjorde senare en radioversion av pjäsen för BBC Four och vann Sony Gold Award 2002.
År 2002 deltog hon i tv-komedin Stokvel med rollen Hazel. Hon nominerades senare till International Emmy Award 2004 för denna roll. År 2002 nominerades hon i kategorin African Excellence in Entertainment & Arts vid Tribute Achievers Awards Ceremony. År 2006 deltog hon i den internationella produktionen Truth In Translation regisserad av Michael Lessac. Pjäsen hade premiär i Rwanda och har senare spelats i USA, Europa och Afrika samt på Baxter Theatre Center 2007. År 2009 fick hon Lifetime Achievement Award från staden Durban och provinsen KwaZulu-Natal. Hon fick sedan Lifetime Award från Arts and Culture Trust 2015.
I november 2019 hedrades Thembi Mtshali-Jones med The Living Legend Award på National Black Theatre Festival i North Carolina i USA för sina insatser för sydafrikansk film. Samma år spelade hon i den kritikerrosade produktionen Mother to Mother på National Black Theatre Festival. Pjäsen baserades på en roman av Sindiwe Magona. Magona skrev senare den biografiska boken Theatre Road: My Story som är en redogörelse för Thembi Mtshali-Jones liv, som utgavs i samband med Mtshali-Jones 70-årsdag.

## Filmografi
| År   | Film                         | Roll               | Genre     | Ref. |
| ---- | ---------------------------- | ------------------ | --------- | ---- |
| 1986 | Sgudi 'Snaysi                | Thoko              | TV series |      |
| 1988 | Mapantsula                   | Pat                | Film      |      |
| 2002 | Stokvel                      | Hazel              | TV series |      |
| 2003 | The Wooden Camera            | Madiba's Mother    | Film      |      |
| 2004 | In My Country                | Lizzie             | Film      |      |
| 2004 | Cape of Good Hope            | Ms. Silemeni       | Film      |      |
| 2010 | Silent Witness               | Zali Silongo       | TV-serie  |      |
| 2010 | Themba                       | Sister Princess    | Film      |      |
| 2011 | Buschpiloten küsst man nicht | N'Nanga            | TV- film  |      |
| 2012 | Copposites                   | Constance Ralapele | Film      |      |
| 2013 | Weit hinter dem Horizont     | Desi               | TV-film   |      |
| 2014 | Konfetti                     | Lerato Cwele       | Film      |      |
| 2015 | While You Weren't Looking    | Shado's Gogo       | Film      |      |
| 2015 | Bleeding Gospel              | Theresa            | Kortfilm  |      |
| 2018 | Imbewu                       | MaNdlovu Bhengu    | TV-serie  |      |
| 2019 | Mother to Mother             | Mother             | Film      |      |